# Municipio de Belleville (condado de Republic)
El municipio de Belleville (en inglés: Belleville Township) es un municipio ubicado en el condado de Republic en el estado estadounidense de Kansas. En el año 2010 tenía una población de 236 habitantes y una densidad poblacional de 2,67 personas por km².

## Geografía
El municipio de Belleville se encuentra ubicado en las coordenadas 39°46′44″N 97°39′7″O / 39.77889, -97.65194. Según la Oficina del Censo de los Estados Unidos, el municipio tiene una superficie total de 88.54 km², de la cual 88,36 km² corresponden a tierra firme y (0,2 %) 0,18 km² es agua.

## Demografía
Según el censo de 2010, había 236 personas residiendo en el municipio de Belleville. La densidad de población era de 2,67 hab./km². De los 236 habitantes, el municipio de Belleville estaba compuesto por el 95,76 % blancos, el 2,12 % eran afroamericanos, el 2,12 % eran de otras razas. Del total de la población el 2,54 % eran hispanos o latinos de cualquier raza.